# Perak Tengah
Perak Tengah is een district in de Maleisische deelstaat Perak.
Het district telt 101.000 inwoners op een oppervlakte van 1300 km².